# Theresa Russell
Theresa Russell, echte naam Theresa Paup (San Diego, 20 maart 1957), is een Amerikaans actrice. Zij won in 1988 de prijs voor beste actrice op het Italiaanse Mystfest voor haar rol in Track 29 en in 2009 die voor beste bijrolspeelster op het Amerikaanse Methodfest voor haar spel in 16 to Life. Ze maakte haar film- en acteerdebuut in 1976 als Cecilia Brady in The Last Tycoon en speelde sindsdien in meer dan vijftig films (inclusief televisiefilms).
Russell trouwde in 1982 met regisseur Nicolas Roeg, maar hun huwelijk hield geen stand. Samen kregen ze in 1983 zoon Statten en in 1985 zoon Maximillian.

## Filmografie
*Exclusief 10+ televisiefilms
| - A Winter Rose (2014) - Moving Mountains (2014) - The Legends of Nethiah (2012) - 1 Out of 7 (2011) - Born to Ride (2011) - Rid of Me (2011) - 16 to Life (2009) - He's Just Not That Into You (2009, scènes verwijderd) - Jolene (2008) - Chinaman's Chance (2008) - Dark World (2008) - On the Doll (2007) - Spider-Man 3 (2007) - The Box (2003) - Save It for Later (2003) - Now & Forever (2002) - Passionada (2002) - The House Next Door (2002) - The Believer (2001) - Luckytown (2000) - Wild Things (1998) | - Running Woman (1998) - The Proposition (1997) - A Young Connecticut Yankee in King Arthur's Court (1996) - Public Enemies (1996) - The Flight of the Dove (1996) - The Grotesque (1995) - Being Human (1993) - Kafka (1991) - Cold Heaven (1991) - Whore (1991) - Impulse (1990) - Physical Evidence (1989) - Track 29 (1988) - Aria (1987) - Black Widow (1987) - Insignificance (1985) - The Razor's Edge (1984) - Eureka (1983) - Bad Timing (1980) - Straight Time (1978) - The Last Tycoon (1976) |

## Televisieseries
*Exclusief eenmalige gastrollen
- Delete - Fiona (2012-2013, twee afleveringen)
- American Heiress - Jordan Wakefield (2007, drie afleveringen)
- Empire Falls - Charlene (2005, miniserie)
- Glory Days - Hazel Walker (2002, negen afleveringen)
- Nash Bridges - Ellen Holiday (2000, twee afleveringen)
- A Woman's Guide to Adultery - Rose (1993, drie afleveringen)

- Biblioteca Nacional de España: XX1067106
- Bibliothèque nationale de France: cb13954699p (data)
- Catàleg d'autoritats de noms i títols de Catalunya: 981058522098906706
- Gemeinsame Normdatei: 129366099
- International Standard Name Identifier: 0000 0001 1477 366X
- Library of Congress Control Number: no96018325
- Nationale Bibliotheek van Tsjechië: pna2004261725
- Nationale Bibliotheek van Israël: 987007429450505171
- Nationale Bibliotheek van Polen: a0000001708751
- Nederlandse Thesaurus van Auteursnamen: 08891674X
- Système universitaire de documentation: 07413289X
- Virtual International Authority File: 90659554
- WorldCat: E39PBJyxcpr6cKQfwx6x36dPcP